# Birmano antiguo

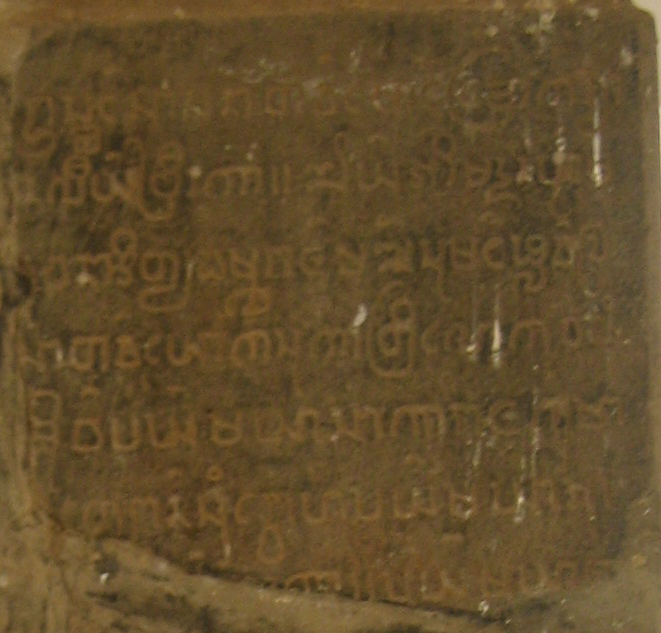
Detalle de la famosa inscripción de Myazedi.

El birmano antiguo es una forma temprana del idioma birmano, atestiguada en las inscripciones en piedra de Pagán, y representa la fase más antigua de la historia de la lengua birmana. La transición al birmano medio ocurrió en el siglo XVI. Este cambio incluyó modificaciones fonológicas (como la (con)fusión de sonidos que eran distintos en birmano antiguo) junto con ajustes en la ortografía subyacente. El orden de las palabras, la estructura gramatical y el vocabulario se han mantenido notablemente similares hasta el birmano moderno, con la excepción del contenido léxico (por ejemplo, las palabras funcionales).

## Fonología
A diferencia de la mayoría de las lenguas tibetano-birmanas, el birmano posee un sistema fonológico con aspiración dual: preaspiración (ej. မှ hma. vs. မ ma.) y postaspiración (ej. ခ kha. vs. က ka.). En birmano, esta distinción sirve para diferenciar verbos causativos y no causativos de etimología sino-tibetana.
En el birmano antiguo, la postaspiración puede reconstruirse hasta el proto-birmano, mientras que la preaspiración es relativamente más reciente, derivada de protoprefijos. La fusión de estos protoprefijos (como ဟ como consonante independiente usada como prefijo) en consonantes preaspiradas estaba casi completa en el siglo XII.

## Ortografía
El birmano antiguo conserva distinciones ausentes en la ortografía del birmano estándar moderno.

### Diacríticos
Mientras que el birmano moderno emplea 3 mediales escritas (/-y-/, /-w-/ y /-r-/), el birmano antiguo tenía una cuarta medial escrita /-l-/, representada como una consonante apilada ္လ debajo de la letra modificada.
Su ortografía trataba la consonante preaspirada como un segmento independiente, ya que aún no se había innovado el diacrítico especial ha hto (ှ). Así, la letra ha (ဟ) se apilaba sobre la consonante modificada (ej. ဟ္မ donde el birmano moderno usa မှ).

### Glosario
Ejemplos de estas diferencias incluyen la consonante yh- y los grupos laterales kl- y khl-. Los documentos más antiguos, como las inscripciones de Myazedi y Lokatheikpan, muestran -o- donde el birmano posterior tiene -wa. El birmano antiguo también distinguía los finales -at y -an de -ac y -any, como demostró Nishi (1974).
| Birmano antiguo               | Birmano escrito | Ejemplo en birmano antiguo | Ejemplo en birmano escrito |
| ----------------------------- | --------------- | -------------------------- | -------------------------- |
| yh-                           | rh-             |                            |                            |
| pl-                           | pr-             |                            |                            |
| kl-                           | ky-             |                            |                            |
| -uy                           | -we             |                            |                            |
| -iy                           | -e              |                            |                            |
| -o (birmano antiguo temprano) | -wa             |                            |                            |
| ိယ်                             | ‌ေ                | ပိယ်                         | ပေး (dar)                    |
| ုယ်                             | ‌ေွ (‌ေွး)             | ထုယ်                         | ထွေး (escupir)                |
| ိုဝ်                             | ို့                | သိုဝ်                         | သို့ (a/hacia)                |
| ္လ                             | ျ/ ြ              | က္လောင်း                        | ကျောင်း/ကြောင်း (escuela/línea)      |
| -ဟ်                            | ား                | သာဟ်                         | သား (hijo)                   |
| -တ်                            | -စ်              | ဟေတ်                         | ရှစ် (ocho)                  |
| ာ                              | ွ                | ကျောန်                         | ကျွန် (esclavo)               |
| ‌ော                              | ူ                | ဆော                          | ဆူ (hervir)                 |
| -ည်                            | ‌ေး                | စည်ဝည်                       | စည်းဝေး (reunirse)             |
| ဲ                              | -ယ်              | ငဲ                          | ငယ် (joven)                 |
| -န်                            | -ဉ်              | အစန်                        | အစဉ်                        |
| -ဝ်                            | ‌ော                | စဝ်                         | စော (temprano)               |

## Vocabulario
Además del pali, el idioma mon influyó significativamente en la ortografía y vocabulario del birmano antiguo, con préstamos léxicos (especialmente en artesanía, administración, flora/fauna, navegación y arquitectura), aunque su impacto gramatical fue mínimo. Ejemplos de préstamos mon en inscripciones:
- "viuda" - Mon ကၟဲာ > birmano kamay
- "excremento" - Mon ... > birmano haruk
- "sol" - Mon တ္ၚဲ > birmano taŋuy

La ortografía mon también favoreció ciertas convenciones:
- Uso de -E- (-ဧ-) en lugar de -Y- (ျ) (ej. "destruir" ဖဧက်, no ဖျက်).[5]
- Uso de RH- (ဟြ > ရှ) en vez de HR- (ej. "monje" ရှင်, no ဟြင်).[5]

## Gramática
Dos marcadores gramaticales del birmano moderno provienen del birmano antiguo:
- ၏ - predicado finito (al final de la oración).[5]
- ၍ - predicado no finito (conjunción que enlaza cláusulas).[5]

En birmano antiguo, ၍ se escribía ruy-e (ရုယ်), siguiendo el pali, cuyos verbos flexionados pueden expresar el predicado principal. La influencia pali también se observa en modificadores verbales. En birmano moderno, verbo + သော (sau:) solo modifica el sustantivo siguiente (ej. ချစ်သောလူ, "hombre que ama"), mientras que en birmano antiguo, ambas construcciones (verbo + သော y verbo + သူ) eran intercambiables.
La negación en inscripciones antiguas seguía el método pali (prefijo အ a. en lugar de မ ma.). Estas influencias desaparecieron en el siglo XV.

## Pronombres
| Pronombre             | Birmano antiguo siglo XII | Birmano moderno (forma informal) | Notas                             |
| --------------------- | ------------------------- | -------------------------------- | --------------------------------- |
| Yo (1ª persona)       | ငာ                         | ငါ                                |                                   |
| Nosotros (1ª persona) | အတိုဝ့်                       | ငါတို့ o တို့                           | တိုဝ့် era un marcador plural, hoy တို့. |
| Tú (2ª persona)       | နင်                        | နင်                               |                                   |
| Él/ella (3ª persona)  | အယင်                       | သူ                                |                                   |

## Inscripciones conservadas
La evidencia más temprana de escritura birmana data de 1035 (inscripción en el Templo de Mahabodhi, India), aunque una réplica del siglo XVIII sugiere el año 984. La inscripción más conocida es la cara en birmano antiguo de la Inscripción de Myazedi. La colección más completa, She-haung Myanma Kyauksa Mya (ရှေးဟောင်း မြန်မာ ကျောက်စာများ; "Inscripciones Antiguas de Myanmar"), fue publicada por la Universidad de Yangón en cinco volúmenes (1972–1987). Existen versiones digitalizadas y una edición corregida con metadatos en Zenodo.